# Jermund Udnæseth
Jermund Udnæseth (Kongsvinger, ...) è un ex giocatore di calcio a 5 ed ex calciatore norvegese, di ruolo pivot e attaccante.

## Carriera
Udnæseth ha giocato per il Kongsvinger fin dal 2007. La squadra ha disputato la prima stagione nella Futsal Eliteserie in occasione del campionato 2010-2011. È rimasta in massima divisione fino al termine dell'annata 2014-2015, quando è retrocessa.
Attivo anche in campo calcistico, è cresciuto nelle giovanili del Kongsvinger. Nel 2007 è passato al Galterud, dov'è rimasto fino a metà del 2008, quando si è accordato con il Fu/Vo.
Nel 2010 è stato in forza allo Svett. Dal 2011 al 2012 ha giocato ancora con il Fu/Vo, per poi accordarsi con l'Eidskog.

## Statistiche

### Presenze e reti nei club
Statistiche aggiornate al 14 novembre 2017.
| Stagione        | Club            | Campionato      | Campionato | Campionato | Coppe nazionali | Coppe nazionali | Coppe nazionali | Coppe continentali | Coppe continentali | Coppe continentali | Supercoppe | Supercoppe | Supercoppe | Totale | Totale |
| Stagione        | Club            | Comp            | Pres       | Reti       | Comp            | Pres            | Reti            | Comp               | Pres               | Reti               | Comp       | Pres       | Reti       | Pres   | Reti   |
| --------------- | --------------- | --------------- | ---------- | ---------- | --------------- | --------------- | --------------- | ------------------ | ------------------ | ------------------ | ---------- | ---------- | ---------- | ------ | ------ |
| 2007            | Galterud        | 3D              | ?          | ?          | CN              | ?               | ?               | -                  | -                  | -                  | -          | -          | -          | ?      | ?      |
| gen.-ago. 2008  | Galterud        | 4D              | ?          | ?          | CN              | ?               | ?               | -                  | -                  | -                  | -          | -          | -          | ?      | ?      |
| Totale Galterud | Totale Galterud | Totale Galterud | ?          | ?          |                 | ?               | ?               |                    | -                  | -                  |            | -          | -          | ?      | ?      |
| ago.-dic. 2008  | Fu/Vo           | 3D              | ?          | ?          | CN              | -               | -               | -                  | -                  | -                  | -          | -          | -          | ?      | ?      |
| 2010            | Svett           | 4D              | ?          | ?          | -               | -               | -               | -                  | -                  | -                  | -          | -          | -          | ?      | ?      |
| 2011            | Fu/Vo           | 3D              | ?          | ?          | CN              | ?               | ?               | -                  | -                  | -                  | -          | -          | -          | ?      | ?      |
| 2012            | Fu/Vo           | 3D              | ?          | ?          | CN              | ?               | ?               | -                  | -                  | -                  | -          | -          | -          | ?      | ?      |
| Totale Fu/Vo    | Totale Fu/Vo    | Totale Fu/Vo    | ?          | ?          |                 | ?               | ?               |                    | -                  | -                  |            | -          | -          | ?      | ?      |
| 2015            | Eidskog         | 4D              | ?          | ?          | -               | -               | -               | -                  | -                  | -                  | -          | -          | -          | ?      | ?      |
| Totale          | Totale          | Totale          | ?          | ?          |                 | ?               | ?               |                    | 0                  | 0                  |            | -          | -          | ?      | ?      |